# Friedrich-Magnus-Schwerd-Gymnasium
Das Friedrich-Magnus-Schwerd-Gymnasium ist ein allgemeinbildendes, staatliches Gymnasium in der rheinland-pfälzischen Stadt Speyer. Benannt ist die Schule nach Friedrich Magnus Schwerd (1792–1871), Gymnasiallehrer, Geodät, Astronom und Physiker. Leiterin der Schule ist Lenelotte Möller.

## Beschreibung
Das in der Regel 4- bis 5-zügige Gymnasium in der Vincentiusstraße wird von etwa 990 Schülerinnen und Schülern der Klassen bzw. Jahrgänge 5 bis 13 besucht. Sie werden von etwa 80 Lehrkräften unterrichtet (11/2022).

## Schulleiter
Von 1967 bis heute (2021) standen an der Spitze des Gymnasiums diese Schulleiter:
- Herr Regel
- Herr Stabel
- Manfred Außel[4]
- Erich Clemens[5]
- Lenelotte Möller (seit 2021)

## Ehemalige Schüler
- Hans-Joachim Lang (* 1951), Germanist und Journalist, (Abitur 1971)
- Jürgen Dluzniewski (* 1960), Künstler, (Abitur 1978)
- Bernhard Kukatzki (* 1960), Historiker, Publizist und Politiker (SPD), (Abitur 1980)
- Andreas Fath (* 1965), Chemieprofessor, (Abitur 1985)
- Elias Wessel (* 1978), Künstler, (Abitur 1998)[6]